# Liste der denkmalgeschützten Objekte in Ostrov nad Ohří
Grundlage dieser Liste der denkmalgeschützten Objekte in Ostrov nad Ohří ist die ÚSKP-Liste (Ústřední seznam kulturních památek České republiky, deutsch Zentrale Liste der Kulturdenkmäler der Tschechischen Republik), die von der tschechischen Denkmalschutzbehörde NPÚ (Národní památkový ústav, deutsch Nationale Denkmalbehörde) seit 1987 geführt wird und an die seit dem Jahr 1850 geschaffenen Listen anschließt.

## Ostrov nad Ohří(Schlackenwerth)
| Lage                                                           | Objekt                                                                | Beschreibung | ÚSKP-Nr.                  | Bild                 |
| -------------------------------------------------------------- | --------------------------------------------------------------------- | --- | ------------------------- | -------------------- |
| Ostrov (Standort)                                              | Stadtbefestigung (Městské opevnění)                                   | Stadtbefestigung | 38859/4-992 Info Katalog  | BW                   |
| Ostrov, Staré náměstí (Standort)                               | Mariensäule Ostrov                                                    | Mariensäule | 40648/4-987 Info Katalog  | weitere Bilder       |
| Ostrov, Staré náměstí (Standort)                               | Brunnen                                                               | Brunnen | 24864/4-975 Info Katalog  | Brunnen              |
| Ostrov, Staré náměstí, am Kloster (Standort)                   | Brunnen                                                               | Brunnen | 24996/4-991 Info Katalog  | Brunnen              |
| Ostrov, Staré náměstí 9 (Standort)                             | Haus Nr. 9                                                            | Bürgerhaus | 45626/4-981 Info Katalog  | Haus Nr. 9           |
| Ostrov, Staré náměstí 18 (Standort)                            | Haus Nr. 18                                                           | Bürgerhaus | 30686/4-982 Info Katalog  | Haus Nr. 18          |
| Ostrov, Staré náměstí 20 (Standort)                            | Haus Nr. 20                                                           | Bürgerhaus | 101536 Info Katalog       | Haus Nr. 20          |
| Ostrov, Staré náměstí 29 (Standort)                            | Haus Nr. 29                                                           | Bürgerhaus | 31059/4-984 Info Katalog  | Haus Nr. 29          |
| Ostrov, Staré náměstí 44 (Standort)                            | Haus Nr. 44                                                           | Bürgerhaus | 101255 Info Katalog       | Haus Nr. 44          |
| Ostrov, Staré náměstí 46 (Standort)                            | Altes Rathaus                                                         | Altes Rathaus | 23799/4-976 Info Katalog  | weitere Bilder       |
| Ostrov, Staré náměstí 53 (Standort)                            | Haus Nr. 53                                                           | Bürgerhaus | 25152/4-985 Info Katalog  | Haus Nr. 53          |
| Ostrov, Malé náměstí 23 (Standort)                             | Kirche des hl. Michael (Kostel svatého Michala)                       | Kirche des hl. Michael | 18069/4-970 Info Katalog  | weitere Bilder       |
| Ostrov, Malé náměstí (Standort)                                | Obelisk mit eisernem Kreuz                                            | Obelisk mit eisernem Kreuz | 33934/4-988 Info Katalog  | weitere Bilder       |
| Ostrov, Malé náměstí 27 (Standort)                             | Haus Nr. 27                                                           | Bürgerhaus | 28687/4-983 Info Katalog  | Haus Nr. 27          |
| Ostrov (Standort)                                              | Friedhofskirche St. Jakobus (Hřbitovní kostel svatého Jakuba Většího) | Kirche St. Jakobus auf dem Friedhof | 41972/4-971 Info Katalog  | weitere Bilder       |
| Ostrov, Krušnohorská 766 (Standort)                            | Kindergarten                                                          | Kindergarten | 49834/4-5156 Info Katalog | Kindergarten         |
| Ostrov, Halasova 765, Lipová, Krušnohorská (Standort)          | Kindergarten Nr. 765                                                  | Kindergarten, Garten mit Balustrade | 105324 Info Katalog       | Kindergarten Nr. 765 |
| Ostrov, Jáchymovská 1 (Standort)                               | Schloss Ostrov (Zámek Ostrov)                                         | Schloss Ostrov, jetzt Sitz der Stadtverwaltung. Ein ausgedehnter Gebäudekomplex, der auf mittelalterlichen Bauten basiert, einer Stadtburg, die Mitte des 16. Jahrhunderts zu einem Renaissance-Schloss umgebaut wurde. Ein wichtiger architektonischer Komplex aus der zweiten Hälfte des 17. Jahrhunderts, zu dem auch ein Landschaftspark (ein früherer Barockgarten) und das Weiße Schloss gehören. | 18023/4-972 Info Katalog  | weitere Bilder       |
| Ostrov, Mírové náměstí 733 (Standort)                          | Kulturní dům s plochou veřejného prostranství                         | Gesellschaftshaus – Kulturhaus mit öffentlichem Zugang; ein Beispiel für den klassizistischen Traditionalismus in den 1950er Jahren. Auftraggeber war der Joachimsthaler Uran-Bergbau-Betrieb (Jáchymovské doly), Architekt: Jaroslav Krauz., künstlerische Ausstattung: Václav Lokvenc und Jarmila Kalašová.                                                                                           | 12647/4-5128 Info Katalog | weitere Bilder       |
| Ostrov, u mostu přes řeku Bystřici v Zámeckém parku (Standort) | Nepomukstatue                                                         | Statue des hl. Johannes von Nepomuk | 12438/4-4878 Info Katalog | weitere Bilder       |
| Ostrov, Jáchymovská 225 (Standort)                             | Jägerhaus                                                             | Jägerhaus | 12443/4-4843 Info Katalog | BW                   |
| Ostrov, Hroznětínská 148 (Standort)                            | Haus Nr. 148                                                          | Bürgerhaus | 12536/4-4846 Info Katalog | Haus Nr. 148         |
| Ostrov, Nádražní 281 (Standort)                                | Villa Nr. 281                                                         | Villa | 103880 Info Katalog       | BW                   |
| Ostrov, v areálu Škoda Ostrov (Standort)                       | Roter Turm des Todes (Věž smrti)                                      | Ehem. Bergbauanlage – eine Uranerzsortieranlage des Joachimsthaler Uran-Bergbau-Betriebs, der sogenannte „Todesturm“ | 11820/4-5096 Info Katalog | weitere Bilder       |
| Ostrov, Karlovarská 263 (Standort)                             | Brauerei Weber                                                        | Brauerei Weber | 11153/4-5056 Info Katalog | BW                   |
| Ostrov, Staroměstská 141 (Standort)                            | Piaristenkloster                                                      | Piaristenkloster | 10785/4-990 Info Katalog  | weitere Bilder       |

## Dolní Žďár (Unter Brand)
| Lage                  | Objekt    | Beschreibung | ÚSKP-Nr.                  | Bild |
| --------------------- | --------- | ------------ | ------------------------- | ---- |
| Dolní Žďár (Standort) | Bildstock | Bildstock    | 20203/4-4995 Info Katalog | BW   |

## Maroltov (Marletzgrün)
| Lage                | Objekt           | Beschreibung | ÚSKP-Nr.                 | Bild           |
| ------------------- | ---------------- | ------------ | ------------------------ | -------------- |
| Maroltov (Standort) | Kapelle Maroltov | Kapelle      | 27782/4-941 Info Katalog | weitere Bilder |

## Mořičov (Möritschau)
| Lage                                      | Objekt              | Beschreibung                                              | ÚSKP-Nr.                 | Bild           |
| ----------------------------------------- | ------------------- | --------------------------------------------------------- | ------------------------ | -------------- |
| Mořičov, südwestlich des Ortes (Standort) | Jagdschloss Mořičov | Jagdschloss Mořičov – Ruinen eines barocken Jagdschlosses | 17540/4-948 Info Katalog | weitere Bilder |

## Vykmanov (Weidmesgrün)
| Lage                | Objekt           | Beschreibung | ÚSKP-Nr.                  | Bild |
| ------------------- | ---------------- | ------------ | ------------------------- | ---- |
| Vykmanov (Standort) | Kapelle Vykmanov | Kapelle      | 12437/4-4947 Info Katalog | BW   |